# Prince, West Virginia
Prince är en ort i Fayette County i delstaten West Virginia, USA.